# Стояновка (Молдова)
Стояновка (рум. Stoianovca) — село в Кантемирском районе Молдавии. Относится к сёлам, не образующим коммуну.

## История
Село было основано в 1902 году бессарабскими болгарами, которые переселились из сёл Кортен, Чадыр-Лунга и Валя-Пержей. Изначально село было в составе Леовского района.  Позднее ( с 1951г.-1970 г.) относилось к Кагульскому району Молдавской ССР.

## География
Село Стояновка расположено примерно в 6 км к юго-западу от города Кантемир. Западнее села протекает река Прут, по которой проходит молдавско-румынская граница. Ближайшие сельские населённые пункты — сёла Гёлтосу и Новая Цыганка.
Село расположено на высоте 14 метров над уровнем моря.

## Население
По данным переписи населения 2004 года, в селе Стояновка проживает 1372 человека (703 мужчины, 669 женщин).
Этнический состав села:
| Национальность | Число жителей | Процентный состав |
| -------------- | ------------- | ----------------- |
| болгары        | 1055          | 76.9              |
| молдаване      | 226           | 16.47             |
| русские        | 42            | 3.06              |
| украинцы       | 27            | 1.97              |
| гагаузы        | 10            | 0.73              |
| румыны         | 7             | 0.51              |
| поляки         | 3             | 0.22              |
| прочие         | 2             | 0.15              |
| Всего          | 1372          | 100 %             |